# 卞在一
卞在一（：／ Byeon Jae-il，1948年9月2日—），大韓民國自由派政治人物，第17到21屆國會議員。
2009年10月，议员卞在一向女艺人进行的一项调查在韩国国会会议上被公开，逾43%的受访者曾被迫陪酒；12%的受访者曾被迫或被要求提供性服务。